# عرزال (صيدا)
ارزي هي إحدى القرى اللبنانية من قضاء صيدا في محافظة الجنوب.

## الموقع
- تقع ارزي في قضاء صيدا أحد أقضية محافظة الجنوب اللبناني.
- تبعد ارزي حوالي 76 كلم (47.2264 ميل) عن بيروت عاصمة لبنان.
- ترتفع حوالي 100 م (328.1 قدم - 109.36 يارد) عن سطح البحر
- تمتد على مساحة تُقدَّر بـ 527 هكتاراً (5.27 كلم²- 2.03422 ميل²)

## الصحة
- المؤسسات الصحية: لا توجد مؤسسة صحيه في البلدة.

## التعليم
- عدد المدارس - 1